# Mascha Kaléko
Mascha Kaléko (gebürtig Golda Malka Aufen, geboren am 7. Juni 1907 in Chrzanów, Galizien, Österreich-Ungarn, heute Woiwodschaft Kleinpolen, Polen; gestorben am 21. Januar 1975 in Zürich, Schweiz) war eine der Neuen Sachlichkeit zugerechnete deutschsprachige Dichterin.

## Leben
Golda Malka Aufen war das nichtehelich geborene Kind der jüdisch-österreichischen Rozalia Chaja Reisel Aufen und des jüdisch-russischen Kaufmanns Fischel Engel. Zu Beginn des Ersten Weltkriegs 1914 übersiedelte zunächst die Mutter mit den Töchtern Mascha und Lea nach Deutschland, um dem Kriegsgeschehen zu entgehen. In Frankfurt am Main besuchte Aufen die Volksschule. Ihr Vater wurde dort aufgrund seiner russischen Staatsbürgerschaft als feindlicher Ausländer interniert. 
1916 zog die Familie nach Marburg, schließlich 1918 nach Berlin in das Scheunenviertel der Spandauer Vorstadt (Grenadierstraße 17 – heute, mit geänderten Hausnummern, Almstadtstraße 19). Hier verbrachte Aufen ihre Schul- und Studienzeit. Obwohl sie eine gute Schülerin und auch sehr daran interessiert war, später zu studieren, war ihr Vater der Meinung, dass ein Studium für ein Mädchen nicht notwendig sei. 1922 heirateten ihre Eltern standesamtlich, sie wurde von ihrem Vater anerkannt und erhielt seinen Familiennamen, Engel.
Mascha Engel begann 1925 eine Bürolehre im Arbeiterfürsorgeamt der jüdischen Organisationen Deutschlands in der Auguststraße 17. Nebenher besuchte sie Abendkurse in Philosophie und Psychologie, unter anderem an der Lessing-Hochschule zu Berlin und an der Friedrich-Wilhelms-Universität.
Am 31. Juli 1928 heiratete sie den knapp zehn Jahre älteren Hebräischlehrer Saul Aaron Kaléko, den sie seit 1926 kannte. Ende der 1920er Jahre kam sie mit der künstlerischen Avantgarde Berlins in Kontakt, die sich im Romanischen Café in Charlottenburg traf. So lernte sie u. a. die Dichter Else Lasker-Schüler und Joachim Ringelnatz kennen.
Im Jahr 1929 veröffentlichte Mascha Kaléko erste Kabarettgedichte in Der Querschnitt, die im heiter-melancholischen Ton die Lebenswelt der kleinen Leute und die Atmosphäre im Berlin ihrer Zeit widerspiegeln. Ab 1930 wirkte sie beim Rundfunk und im Künstlerkabarett (Küka) mit. Edmund Nick und Günter Neumann vertonten ihre Texte; vorgetragen wurden diese von Interpretinnen und Schauspielerinnen wie Rosa Valetti, Claire Waldoff und Annemarie Hase.
1933 publizierte sie das Lyrische Stenogrammheft, über das der Philosoph Martin Heidegger 1959 an sie schrieb: „[…] Ihr ‚Stenogrammheft‘ sagt, dass Sie alles wissen, was Sterblichen zu wissen gegeben.“ Die reichsweite nationalsozialistische Bücherverbrennung im Mai 1933 betraf das erfolgreiche Werk nicht. Es war im Januar 1933 erschienen, und die Nationalsozialisten hatten damals noch nicht erfasst, dass Mascha Kaléko Jüdin war. Das kleine Lesebuch für Große erschien 1934.

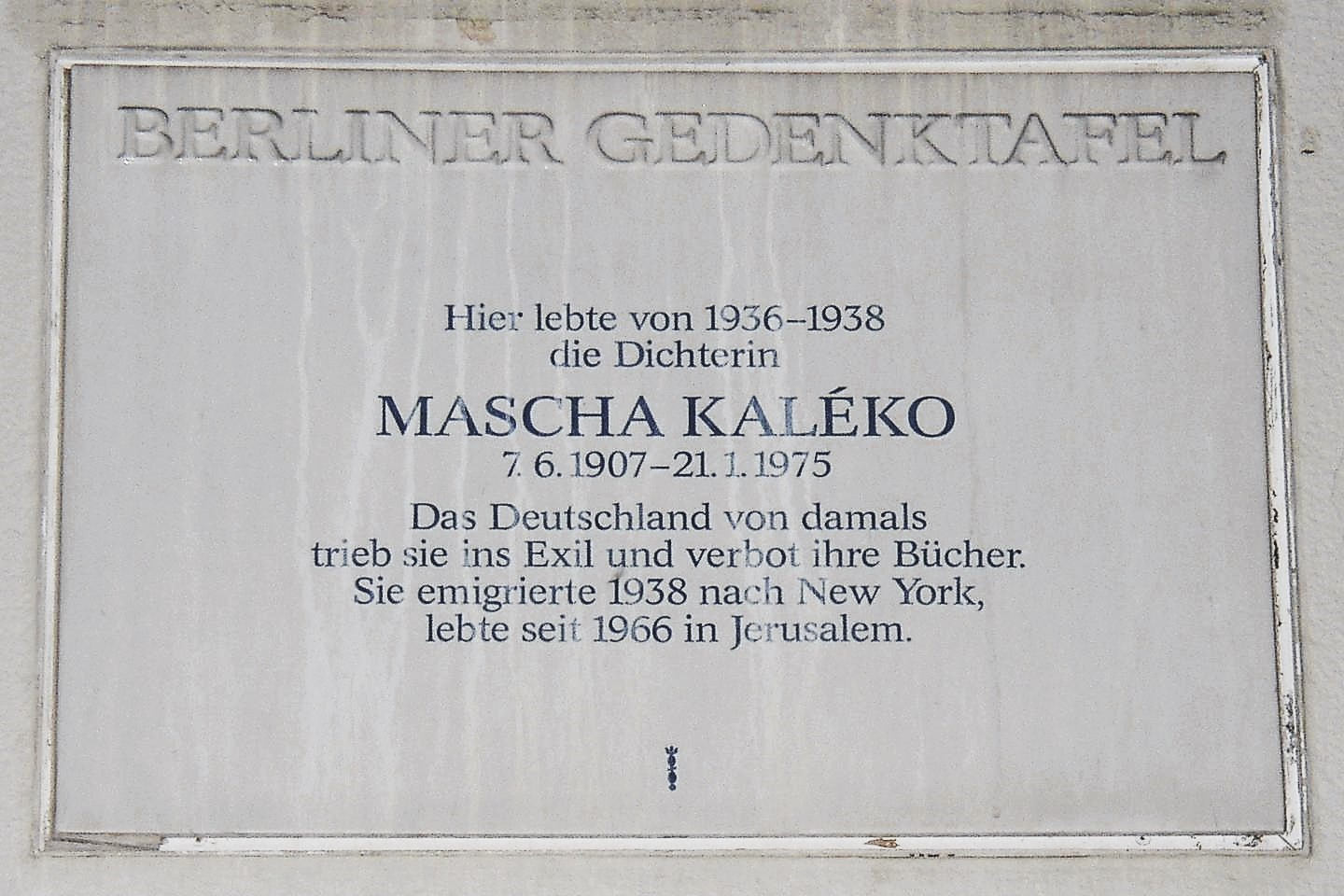
Berliner Gedenktafel in Charlottenburg, Bleibtreustraße 10/11. Hier wohnte Mascha Kaléko zwischen 1936 und 1938.

1933/1934 studierte Kaléko an der Reimann-Schule in Berlin, u. a. in der Klasse für Werbungs- und Publicity-Schreiben. Im Dezember 1936 wurde ihr Sohn, Evjatar Alexander Michael, in Berlin geboren (sein Name wurde später im Exil in Steven geändert). Der Vater war der aus Warschau stammende Dirigent und Musikwissenschaftler Chemjo Vinaver. Am 22. Januar 1938 wurde die Ehe Saul und Mascha Kalékos geschieden. Sechs Tage später heiratete sie Chemjo Vinaver. Sie behielt den Namen Kaléko als Künstlernamen bei.
Bald wurden ihre Bücher als „schädliche und unerwünschte Schriften“ von den Nationalsozialisten verboten. Die neue Familie emigrierte im September 1938 in die Vereinigten Staaten. Der berufliche Erfolg für Vinaver blieb dort aus; Kaléko hielt die Familie mit dem Verfassen von Reklametexten über Wasser und schrieb unter anderem Kindergedichte. 1939 veröffentlichte sie Texte in der deutschsprachigen jüdischen Exilzeitung Aufbau. 1944 erhielt die Familie Vinaver/Kaléko die US-amerikanische Staatsbürgerschaft. Am 6. Dezember 1945 war Kaléko aktiv dabei, als der New Yorker Progressive Literary Club, eine von Heinrich Eduard Jacob gegründete Initiative zur Pflege der deutschen Literatur im Exil, verstorbener Dichter gedachte. Ein amerikanischer Verlag veröffentlichte 1945 ihre Verse für Zeitgenossen. Kaléko lebte während ihrer New Yorker Zeit von 1942 bis 1957 in Greenwich Village; an ihrer damaligen Adresse in der Minetta Street von Manhattan ist seit 2007 eine Gedenktafel angebracht.
Nach dem Krieg fand Kaléko in Deutschland wieder ein Lesepublikum. Das Lyrische Stenogrammheft wurde erneut von Rowohlt erfolgreich verlegt (1956), danach auch die Verse für Zeitgenossen; beide Werke kamen auf Bestsellerlisten. Daher wagte Kaléko es, nach Westdeutschland zurückzukehren. 1960 sollte sie den Fontane-Preis der Akademie der Künste in Berlin (West) verliehen bekommen. Als Kaléko erfuhr, dass der ehemalige SS-Standartenführer Hans Egon Holthusen in der Jury für den Preis saß, lehnte sie die Nominierung ab. Der Geschäftsführer der Akademie, Herbert von Buttlar, entschuldigte die SS-Mitgliedschaft des bei Kriegsende 32-jährigen Holthusen als Jugendtorheit. Zum anderen warf er Kaléko Verbreitung falscher Gerüchte vor und verkündete, wenn es „den Emigranten nicht gefalle, wie wir hier die Dinge handhaben“, sollten sie fortbleiben. Im selben Jahr wanderte sie ihrem Mann zuliebe mit ihm nach Jerusalem aus. Dort litt sie sehr unter der sprachlichen und kulturellen Isolation und lebte enttäuscht und einsam.
1968 starb ihr musikalisch hochbegabter Sohn in New York nach schwerer Krankheit. 1973 starb auch ihr Mann. In ihrem letzten Lebensjahr fand sie noch einmal die Kraft, ihren Schmerz, ihre Trauer und ihre Einsamkeit in Gedichten auszudrücken.

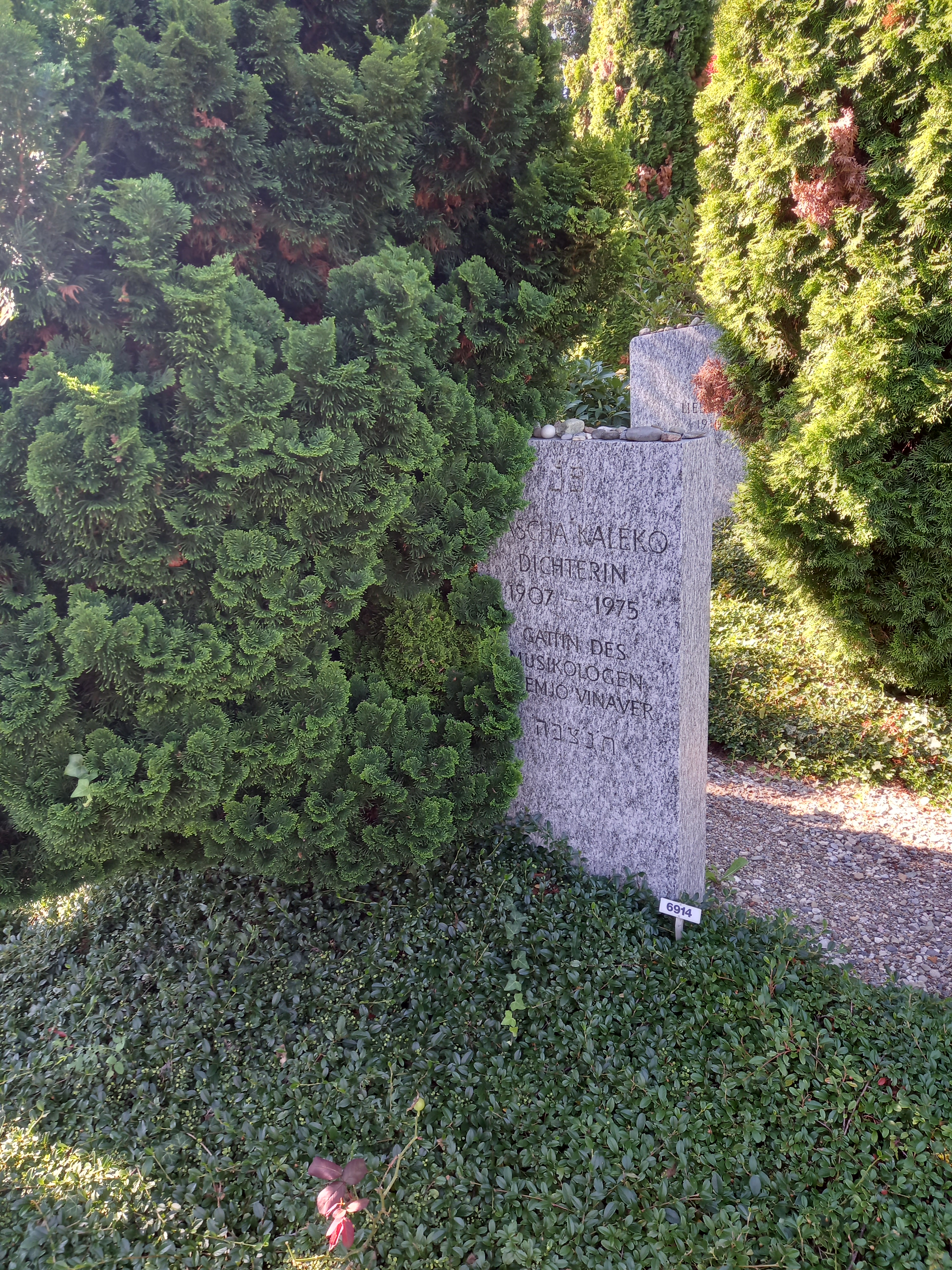
Das Grab von Mascha Kaléko auf dem Israelitischen Friedhof Oberer Friesenberg in Zürich

Im Herbst 1974 besuchte sie letztmals Berlin und hielt dort am 16. September in der Amerika-Gedenkbibliothek einen Vortrag. Mascha Kaléko dachte darüber nach, neben ihrem Domizil in Jerusalem auch eine kleine Wohnung in Berlin zu nehmen, um an dem Ort zu leben, an den sie glückliche Jugenderinnerungen hatte. Auf dem Weg zurück nach Jerusalem verschlechterte sich ihr Gesundheitszustand so sehr, dass sie in Zürich einen Zwischenhalt einlegen, ins Krankenhaus eingewiesen und operiert werden musste. Dort starb sie am 21. Januar 1975 an Magenkrebs. Ihr Grab befindet sich auf dem jüdischen Friedhof Oberer Friesenberg in Zürich.

## Zum Werk
Charakteristisch für Mascha Kalékos Arbeit ist die Großstadtlyrik mit ironisch-zärtlichem melancholischem Ton. Ihre prominentesten Exilwerke erzählen von ihrer Flucht vor dem nationalsozialistischen Regime und den damit verbundenen Gefühlen der politischen Vertreibung, ausgehend vom antisemitischen Gedankengut der NSDAP. Als einzige bekannte dichtende Frau der Neuen Sachlichkeit wurde sie häufig mit ihren männlichen Kollegen verglichen; so bezeichnete man sie als „weiblichen Ringelnatz“ und „weiblichen Kästner“. Ihre Gedichte wurden – als Chansons vertont – von Diseusen wie Hanne Wieder gesungen oder werden von Sängern wie Rainer Bielfeldt, Günter Gall und Rebekka Ziegler noch heute vorgetragen. Die Sängerin Dota Kehr widmete Kaléko zwei ganze Musikalben mit von ihr vertonten Werken der Dichterin. 
Verwalterin von Kalékos literarischem Nachlass war Gisela Zoch-Westphal (1930–2023). Er liegt im Deutschen Literaturarchiv Marbach.

## Werke

### Zu Lebzeiten erschienen
- Das lyrische Stenogrammheft. Verse vom Alltag. Rowohlt, Berlin 1933.
- Kleines Lesebuch für Große. Gereimtes und Ungereimtes. Rowohlt, Berlin 1935.
- In einem Band: Das lyrische Stenogrammheft. Kleines Lesebuch für Große. Rowohlt Taschenbuch (rororo 175), Reinbek 1956 (28. A. 2004), ISBN 978-3-499-11784-8.
- Verse für Zeitgenossen.
  - Schoenhof Verlag, Cambridge (Mass.) 1945.
  - Rowohlt Taschenbuch, Reinbek 1958 (19. A. 2004), ISBN 978-3-499-14659-6 (Großdruck-Ausgabe: ISBN 978-3-499-33247-0).
- Der Papagei, die Mamagei und andere komische Tiere. Ein Versbuch für verspielte Kinder sämtlicher Jahrgänge. Fackelträger-Verlag, Hannover 1961.
- Verse in Dur und Moll. Walter Verlag (Collection Känguruh), Olten/Freiburg 1967.
- Das himmelgraue Poesiealbum der Mascha Kaléko. Blanvalet, Berlin 1968.
- Wie’s auf dem Mond zugeht und andere Verse.
  - Blanvalet, Berlin 1971.
  - Mit Illustrationen von Verena Ballhaus. Boje, Köln 2010, ISBN 978-3-414-82224-6.
- Hat alles seine zwei Schattenseiten. Sinn- & Unsinngedichte. Eremiten-Presse (Broschur 46), Düsseldorf 1973.

### Postum herausgegeben
- Feine Pflänzchen. Rosen, Tulpen, Nelken und nahrhaftere Gewächse. Eremiten-Presse (Broschur 68), Düsseldorf 1976.
- Der Gott der kleinen Webefehler. Spaziergänge durch New Yorks Lower Eastside und Greenwich Village. Eremiten-Presse (Broschur 75), Düsseldorf 1977.
- In meinen Träumen läutet es Sturm. Gedichte und Epigramme aus dem Nachlaß. dtv, (dtv 1294), München 1977, ISBN 3-423-01294-3.
- Horoskop gefällig? Verse in Dur und Moll. Eulenspiegel-Verlag, Berlin 1977.
- Heute ist morgen schon gestern. Gedichte aus dem Nachlass. Arani, Berlin 1980.
- Tag- und Nacht-Notizen. Eremiten-Presse (Broschur 105), Düsseldorf 1981.
- Ich bin von anno dazumal. Chansons, Lieder, Gedichte. Arani, Berlin 1984 und dtv GmbH & Co. KG, München 1987, ISBN 3-423-10748-0.
- Der Stern, auf dem wir leben. Verse für Zeitgenossen. Mit Zeichnungen von Werner Klemke. Rowohlt, Reinbek 1984.
- Die paar leuchtenden Jahre. dtv, (dtv 13149), München 2003, ISBN 978-3-423-13149-0.
- Liebesgedichte. Ausgewählt von Elke Heidenreich. Insel Taschenbuch (it 3263), Frankfurt am Main 2007, ISBN 978-3-458-34963-1.
- Mein Lied geht weiter. Hundert Gedichte. dtv, (dtv 13563), München 2007, ISBN 978-3-423-13563-4.
- Sämtliche Werke und Briefe in vier Bänden. Herausgegeben und kommentiert von Jutta Rosenkranz. Band 1: Werke. Band 2: Briefe 1932–1962. Band III: Briefe 1963–1975. Band IV: Kommentar. dtv, München 2012, ISBN 978-3-423-59086-0.
- Sei klug und halte dich an Wunder. Gedanken über das Leben. Herausgegeben von Gisela Zoch-Westphal und Eva-Maria Prokop. dtv, München 2013, ISBN 978-3-423-14256-4.
- Liebst du mich eigentlich? Briefe an ihren Mann. Herausgegeben von Gisela Zoch-Westphal und Eva-Maria Prokop. dtv, München 2015, ISBN 978-3-423-28039-6.
- Liebesgedichte. Herausgegeben von Gisela Zoch-Westphal und Eva-Maria Prokop. dtv, München 2015, ISBN 978-3-423-28063-1.
- Das lyrische Stenogrammheft. dtv, München, 2016, ISBN 978-3-423-28098-3.
- Träume, die auf Reisen führen. Gedichte für Kinder. Illustrationen von Hildegard Müller. Herausgegeben von Eva-Maria Prokop. dtv, München 2016, ISBN 978-3-423-64027-5.
- Feine Pflänzchen. Mit Illustrationen von Eva Schöffmann-Davidov. dtv, München 2016, ISBN 978-3-423-28082-2.
- Ich tat die Augen auf und sah das Helle. Gedichte und Prosa. Ausgewählt und mit einem Vorwort von Daniel Kehlmann. dtv, München 2024, ISBN 978-3-423-28420-2.

### Liedtexte
- Auf eine Leierkastenmelodie. (Musik: Edmund Nick)
- Das letzte Mal. (Musik: Jochen Breuer)
- Der nächste Morgen. (Musik: Jochen Breuer)
- Jugendliebe a. D. (Musik: Jochen Breuer)
- Quasi ein Mahnbrief. (Musik: Edmund Nick)
- Angebrochener Abend. (Musik: Edmund Nick und Günter Gall)
- Bist du noch wach? (Musik: Dorothée Kreusch-Jacob)
- Chor der Kriegswaisen. (Musik: Konstantin Wecker)
- Der Sternanzünder. (Musik: Dorothée Kreusch-Jacob)
- Enfant Terrible. (Musik: Roger Henschel)
- Gib mir deine kleine Hand. (Musik: Dorothée Kreusch-Jacob)
- Ich freu mich. (Musik: Günter Sonneborn)
- Kleines Liebeslied. (Musik: Rainer Bielfeldt)
- Langes Weilchen. (Musik: Dorothée Kreusch-Jacob)
- Mannequins. (Musik: Friedrich Meyer)
- Sozusagen ein Mailied. (Musik: Karl-Heinz Heydecke)
- Ursache unbekannt. (Musik: Bettina Hirschberg)
- Zeitgemäßer Liebesbrief. (Musik: Wolfgang Meyering)

### Hörbuch
- Interview mit mir selbst. Mascha Kaléko spricht Mascha Kaléko. (Audiobook) 2 Audio CDs, gesprochen von Mascha Kaléko, Gisela Zoch-Westphal, Gerd Wameling. Regie: Günter Adam Strößner. Universal Music, Berlin 2007, ISBN 978-3-8291-1877-4.
- Wir haben keine andre Zeit als diese. Gedichte über das Leben. GOYALiT 2021, Spielzeit ca. 87 Minuten. Gesprochen von Katharina Thalbach, ISBN 978-3-8337-4375-7.[12]

## Rezeption

### Vertonungen (Auswahl)
- Herbert Baumann: Sozusagen grundlos vergnügt. Lieder und Lyrik von Mascha Kaléko. Alix Dudel und Sebastian Albert (Gitarre), duo-phon Records, Berlin 2011, CD
- Martin Christoph Redel: Nirgendland. Sieben Lieder auf Gedichte von Mascha Kaléko für Mezzosopran und Klavier op. 87 (2016). Boosey & Hawkes / Bote & Bock (Berlin), ISBN 978-3-7931-4165-5.
- Dota: 
  - Mascha Kaléko. In Zusammenarbeit mit anderen Künstlern vertonte Gedichte von Mascha Kaléko. Kleingeldprinzessin Records 2020.
  - In der Fernsten der Fernen – Mascha Kaléko 2, Kleingeldprinzessin Records 2023.
- Tatjana Davis vertonte Gedichte Kalekos für das Programm „Seiltänzerin ohne Netz“ der Dresdner Gruppe Youkalí

### Hörspiel
- Jan Koneffke: Bleibtreu heißt die Straße. Deutschlandfunk/Rundfunk Berlin-Brandenburg, 2017.[13] Der Titel geht auf einen Gedicht-Titel von Kaléko zurück.
- Ulrike Haage: Nichts ist, sagt der Weise – ein Hörspiel mit Texten von Mascha Kaléko, RBB. 2025.[14]

### Hörbuch
- Mascha Kaléko: Solo für Frauenstimme. Gesprochen von Katharina Thalbach. GoyaLiT, Hamburg 2017. ISBN 978-3-8337-3774-9.[15]
- Mascha Kaléko: Liebesgedichte. Gesprochen von Julia Nachtmann, Katharina Thalbach, Rosa Thormeyer. GoyaLiT, Hamburg 2021. ISBN 978-3-8337-4326-9.[16]
- Mascha Kaléko: Wir haben keine andre Zeit als diese. Gedichte über das Leben. Gesprochen von Katharina Thalbach. GOYALiT, Hamburg 2021. ISBN 978-3-8337-4375-7.

### Theater
- Die Dichterin Anja Hilling schrieb das Drama Mascha K. (Tourist Status). Uraufführung 2023 am Schauspiel Frankfurt

## Ehrungen

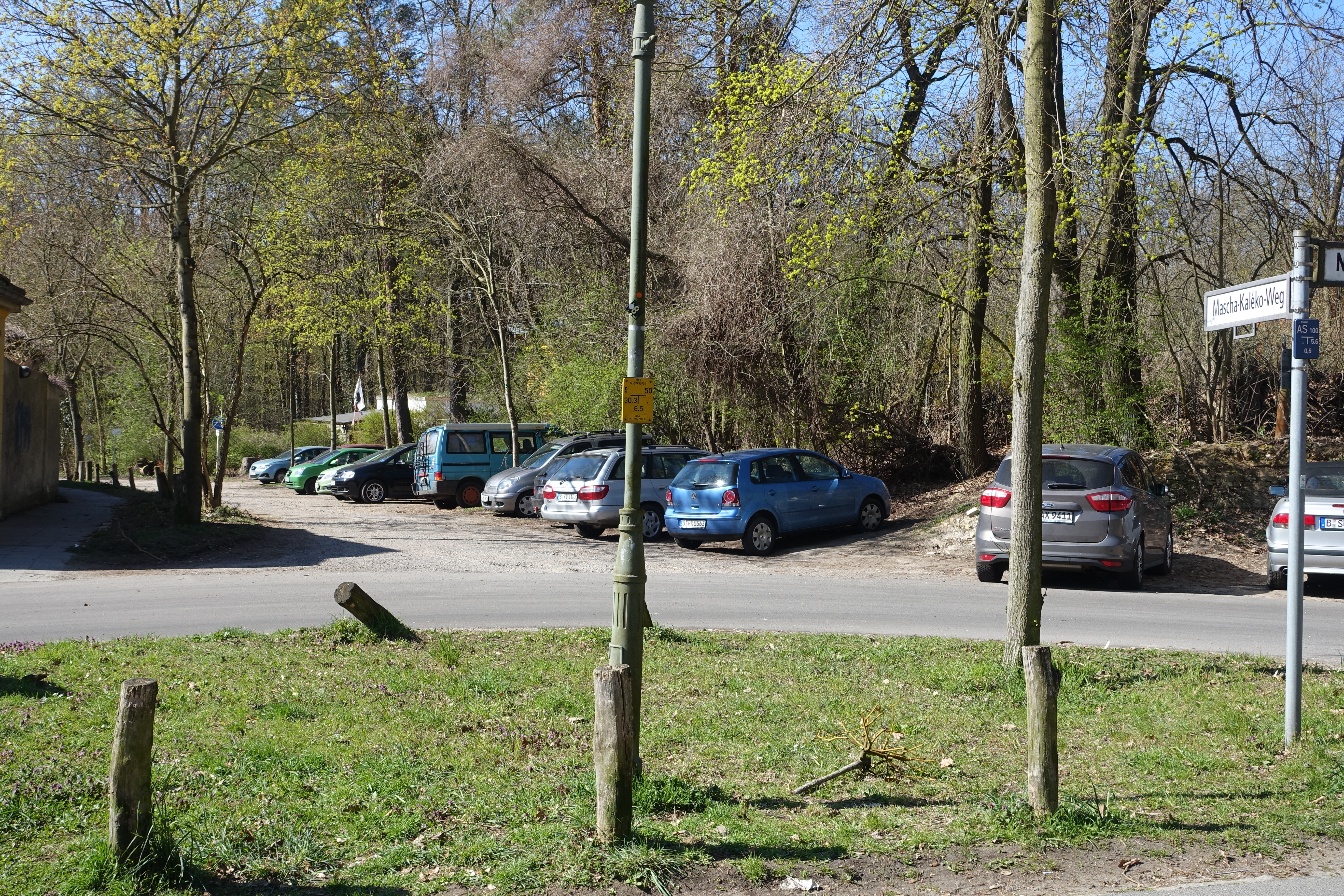
Mascha-Kaléko-Weg in Berlin-Kladow (2015)

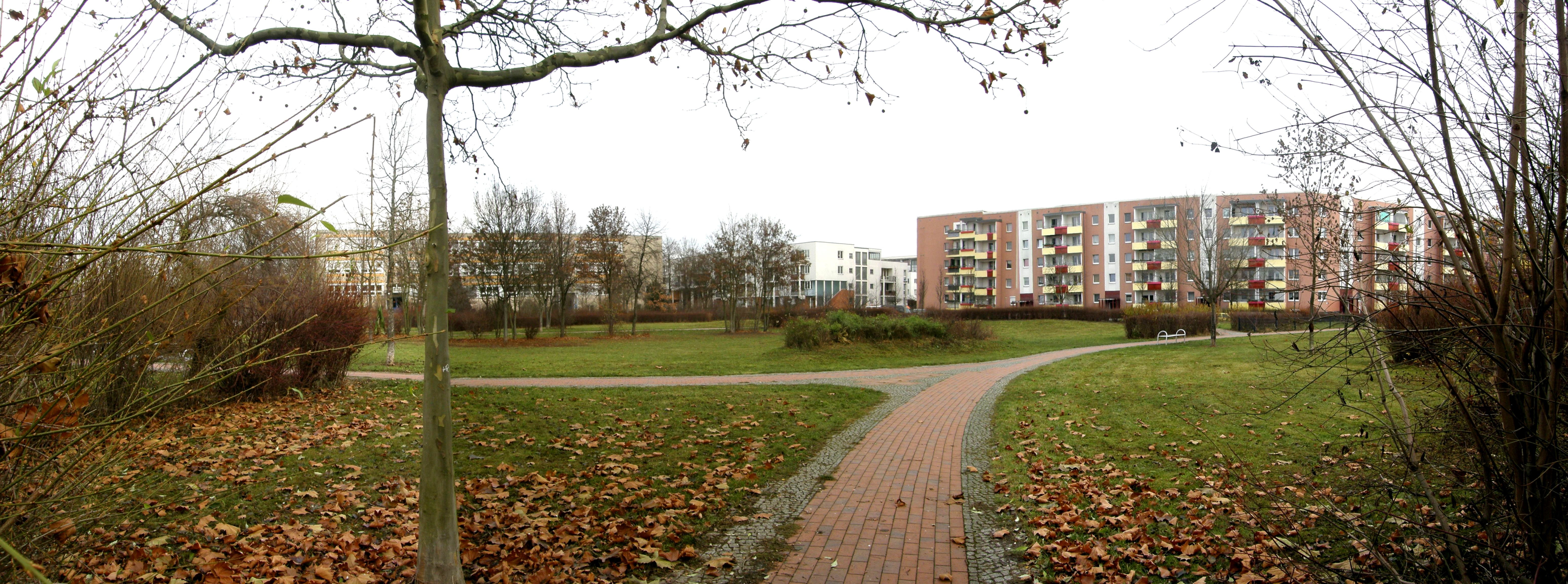
Mascha-Kaléko-Park in Berlin-Hellersdorf (2011)

Am 21. Januar 1990 wurde aus Anlass ihres 15. Todestages eine Berliner Gedenktafel an ihrem ehemaligen Wohnort (1936–1938) in der Bleibtreustraße 10/11 angebracht.
1995 wurde zu ihrem 88. Geburtstag in Berlin-Kladow die Straße 179 in Mascha-Kaléko-Weg umbenannt. Die besondere Beziehung von Mascha Kaléko zu Kladow ist in einem Gedicht mit dem Titel Souvenir à Kladow bezeugt, das sie im Exil in New York schrieb. Die erste und die letzte Zeile lauten: „Ich denke oft an Kladow im April.“ In dem Gedicht wird die Erinnerung an ein Haus an einem See beschrieben, über das die Dichterin sagt: „Hier hab ich achtzehn Frühlinge gewohnt.“ Es ist unklar, um welche Art von Haus oder Wohnung in Kladow es sich handelte. Möglicherweise konnte Kaléko im Frühling oder im Frühsommer ein dort gelegenes Wochenendhaus von Bekannten nutzen.
1996 wurde im Zürcher Quartier Oerlikon der Mascha-Kaléko-Weg nach ihr benannt.
Am 11. Mai 2006 bekam die Parkanlage auf dem ehemaligen Kita-Standort Adele-Sandrock-Straße in Berlin-Hellersdorf den Namen Mascha-Kaléko-Park.
Zum 100. Geburtstag von Mascha Kaléko im Jahr 2007 wurde an dem New Yorker Wohnhaus in der Minetta Street eine Gedenktafel angebracht, die darüber Auskunft gibt, dass die Dichterin von 1942 bis 1959 hier gelebt hat. Im oberen Bereich steht auf beiden Seiten neben einem stilisierten Porträt im Profil folgendes Gedicht von Kaléko (links in Deutsch und rechts in Englisch):
Wenn einst, in friedlicheren Zeiten

Die Länder um das Vorrecht streiten,

(Scheint die Besorgnis auch verfrüht):

„Tja, welches von M.K.’s Quartieren

Soll die „Hier wohnte“-Tafel zieren …?“

– Ich stimme für Minetta Street.
Ebenfalls zum 100. Geburtstag schuf Rengha Rodewill eine zweiteilige Kunstinstallation mit dem Titel Hommage à Mascha Kaléko, die im September 2007 im Georg Kolbe Museum in Berlin ausgestellt wurde.

Rengha Rodewills Installation Hommage à Mascha Kaléko
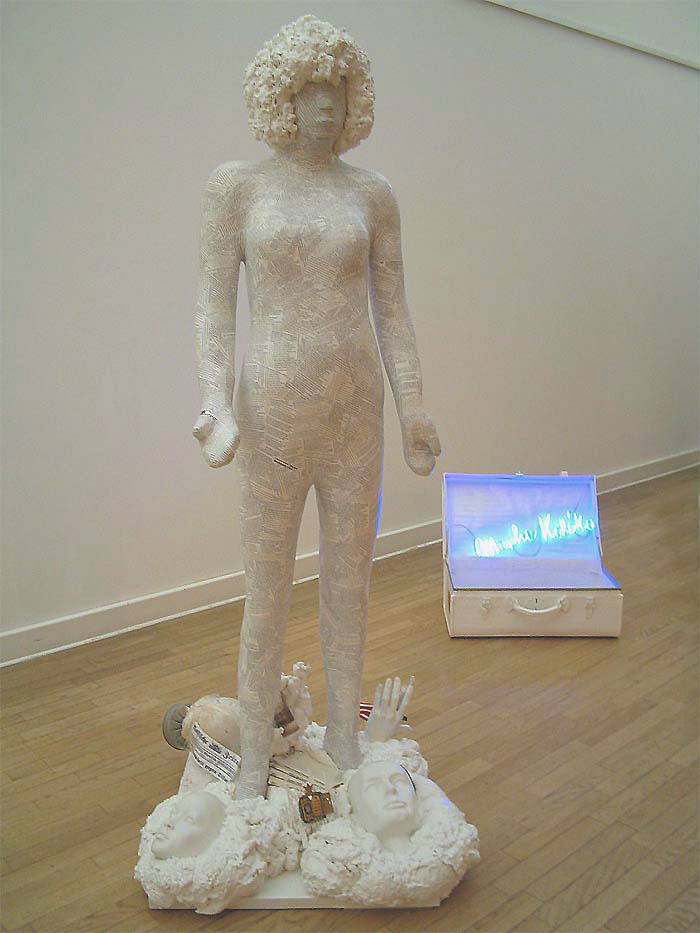
Figur und Koffer
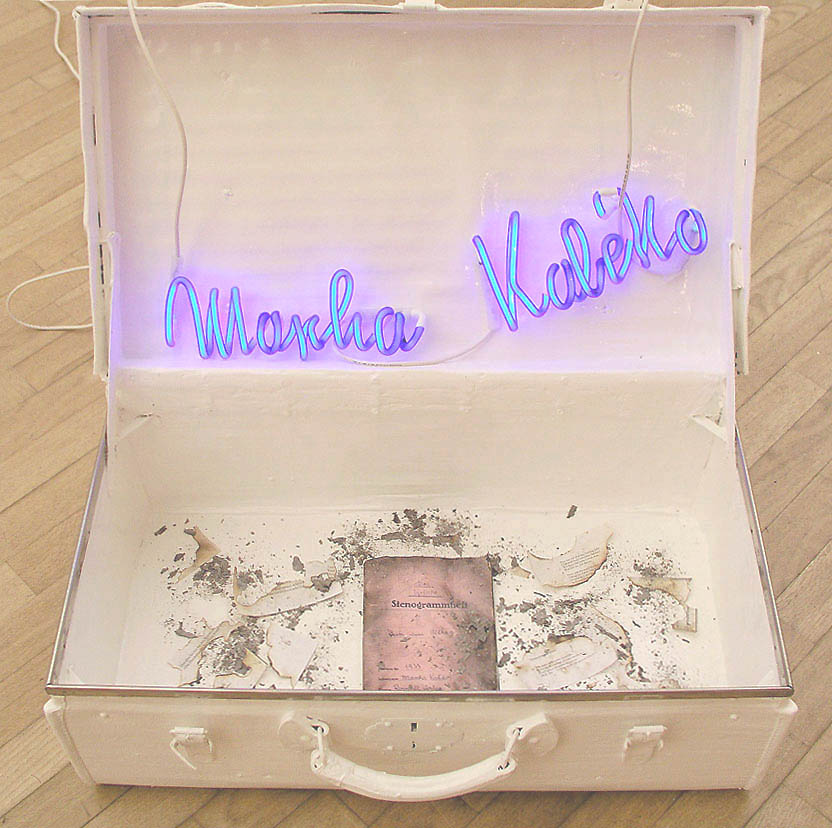
Detail Koffer

Die Mascha-Kaléko-Grundschule im Berliner Ortsteil Mariendorf (Bezirk Tempelhof-Schöneberg) trägt seit dem 7. Juni 2018, dem 111. Geburtstag von Mascha Kaléko, diesen Namen. Zuvor war die Schule nach dem Zoologen Ludwig Heck benannt, der im Nationalsozialismus an der Entwicklung der Gedankengebäude der Rassenlehre und des Sozialdarwinismus beteiligt und auch persönlich eng mit dem Nationalsozialismus verbunden war.